# Chervona ruta (canción)
Chervona Ruta (en ucraniano: Червона рута) es una canción popular ucraniana escrita por Volodímir Ivasiuk en 1968 e interpretada por muchos cantantes. Debido a su gran popularidad, Chervona Ruta se considera una canción popular ucraniana. Lleva el nombre de una flor mitológica, la chervona ruta, que si una niña la encontraba volviéndose de color rojo, estaba destinada a traer felicidad en el amor.
La popularidad de la canción alcanzó su punto máximo con la versión interpretada por la cantante ucraniana Sofia Rotaru. Chervona Ruta es conocida popularmente en Ucrania y otras comunidades étnicas que alguna vez formaron parte de la Unión Soviética y probablemente se canta en bodas, karaoke y otros entornos sociales.

## Historia

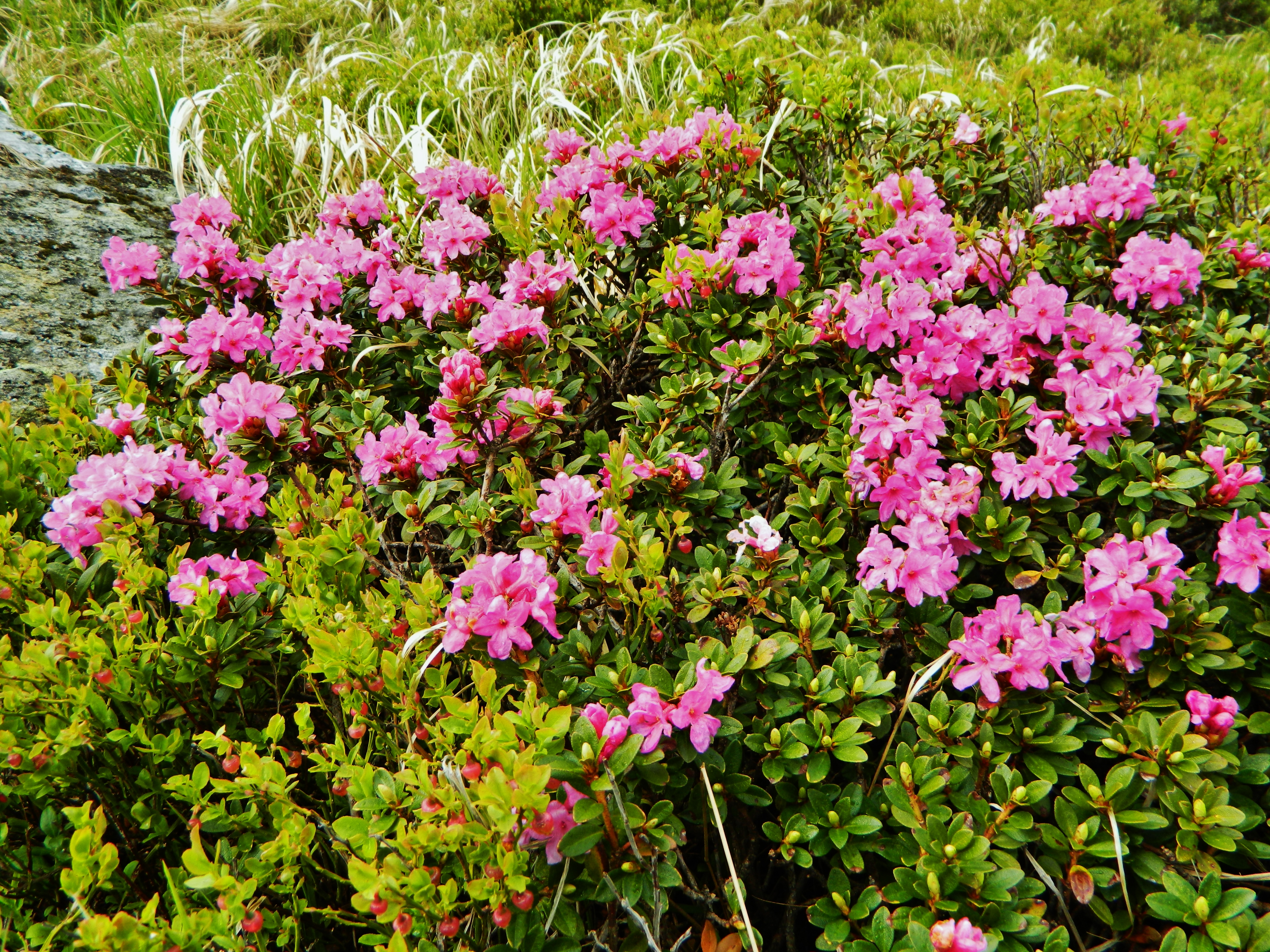
Chervona ruta (Rhododendron myrtifolium).

La canción y su melodía fueron escritas por Volodímir Ivasiuk, un estudiante de 19 años del Instituto Médico de Chernivtsí. Volodímir encontró en la biblioteca de su padre una colección de kolomyikas (el autor de la colección era Volodímir Hnatiuk), una canción y danza folclórica tradicional de Pocutia y Prikarpattia.
Ivasiuk quedó desconcertado por la mención de la Ruta Chervona en algunos de los kolomyikas. Ruta Chervona significa literalmente "calle roja", sin embargo, las flores de la calle de las plantas son amarillas. Según una leyenda local, la calle se tiñe de rojo durante unos minutos en la Noche de Iván Kupala. Una chica que encuentre esa flor será feliz en el amor. Chervona ruta en el sentido de "planta roja" o "flor roja" también se asocia con una atractiva planta alpina con propiedades medicinales Rhododendron myrtifolium, que crece en los Cárpatos en el oeste de Ucrania.
Volodímir Ivasiuk escribió la canción en ucraniano, idioma considerado cuasi subversivo, pues ese idioma y el uso de trajes típicos era visto como expresión de nacionalismo ucraniano. Con motivo de la gran popularidad en toda la URSS de las canciones de Ivasiuk, se le prohibió seguir cantando, fue perseguido y vigilado por la policía política del régimen, debiéndose retirar a la ciudad de Leópolis. Allí continuó componiendo en forma particular y continuó sus estudios y su trabajo como médico. Tiempo después apareció su cuerpo en un bosque presumiblemente asesinado por la KGB.

## Interpretaciones
La primera presentación pública de Chervona Ruta (y debut de Volodímir Ivasiuk) fue el 13 de septiembre de 1970, en una transmisión televisiva desde un teatro en Chernivtsí, cantada por el autor y Olena Kuznetsova. En 1971, el grupo de pop ucraniano Smerichka (en ucraniano: Смерічка) interpretó Chervona Ruta, y esto contribuyó aún más al aumento de popularidad de la canción. Interpretada por "Smerichka", la canción ganó el título de "Canción del año" de la URSS en el concurso del Festival de la Canción de Televisión de 1971 en Moscú. También obtuvo múltiples premios en otros países de Europa del Este, cantada por otros grupos.
En 1971 se hizo la película Chervona Ruta, que incluía muchas de las canciones de Ivasouk, incluida la canción Chervona Ruta, cantada por Sofia Rotaru y Vasil Zinkevich.
En 1972, el cantante checo Pavel Liška incluyó la canción en su álbum Písničky Pro Každý Den como la canción popular ucraniana Až mi dáš znamení. La traducción fue realizada por Ronald Kraus. En 1972, la canción Chervona Ruta fue grabada por el grupo polaco de skiffle "No To Co". El arreglo de hard rock fue realizado por Jerzy Krzemiński.
Chervona Ruta fue la canción debut de Ruslana (que luego se convirtió en ganadora del Festival de Eurovisión 2004), que interpretó en el Slavianski Bazaar de Vítebsk en 1996. Por su interpretación obtuvo el primer lugar con el máximo de puntos (10). de todo el jurado y fue felicitado por el presidente de Bielorrusia.
La canción también fue interpretada por Rotaru junto con la banda ucraniana Tanok na Maidani Kongo y fue filmada para la película musical El Reino de los Espejos Torcidos, producida por el canal de televisión "Rossiya" en 2008.
Anna Sedokova gregó algo de traducción al inglés al interpretar la canción, pero hasta la fecha, la única adaptación/traducción y grabación completa al inglés de esta canción ha sido realizada por el cantautor británico de ascendencia ucraniana e irlandesa Stepan Pasicznyk.
Chervona Ruta es una de las canciones ucranianas más populares y ha sido interpretada por muchos cantantes, entre ellos:
- Volodímir Ivasiuk, Vasil Zinkevich, Nazari Yaremchuk
- Sofia Rotaru
- Nazari Yaremchuk
- Vasil Zinkevich
- Yaroslav Evdokimov
- Stepan Pasicznyk (traducción al inglés)
- Ruslana